# لس مک داوال
لس مک داوال (انگلیسی: Les McDowall; ۲۵ اکتبر ۱۹۱۲ – ۱۸ اوت ۱۹۹۱) بازیکن فوتبال اهل بریتانیا بود.
از باشگاه‌هایی که در آن بازی کرده‌است می‌توان به باشگاه فوتبال ورکسام، باشگاه فوتبال منچستر سیتی، و باشگاه فوتبال ساندرلند اشاره کرد.

## افتخارات

### به‌عنوان سرمربی
- قهرمان
  - منچستر سیتی: جام حذفی فوتبال انگلیس ۱۹۵۶